# Ragnar Jansson
Ragnar Rafael Jansson (Helsinque, 1 de outubro de 1908 — 9 de setembro de 1977) foi um velejador finlandês, medalhista olímpico. Ele competiu nos Jogos Olímpicos de Verão de 1952 na classe 6 Metre e conquistou a medalha de bronze na disputa a bordo do Ralia com Ernst Westerlund, Jonas Konto, Rolf Turkka e Paul Sjöberg.